# Тронне ім'я
Тронне ім'я — офіційне найменування, що використовувалось деякими римськими папами, королями й іншими правителями під час перебування при владі. З давнини монархи часто приймали рішення про використання імені, що відрізнялось від їхнього особистого імені, при спадкуванні трону.
За іменем у європейській культурі зазвичай стоїть тронний порядковий номер.

## Стародавні правителі
Стародавні правителі у багатьох частинах світу при вступі на престол, брали імена, що відрізнялись від наданих при народженні. Так було із деякими царями Ассирії, а також із деякими юдейськими царями. Ще у Стародавньому Єгипті фараони мали безліч імен.

## Східна Азія
У деяких частинах Азії скоріше як правило, ніж виняток, монархи обирали нове ім'я при вступі на престол (на старе при цьому часто накладалось табу). У Китаї та країнах, культура яких склалась під його впливом (Японія, Корея) монархи приймали девіз правління, яким іменувались після смерті (поряд із цим у монарха були релігійне (храмове) ім'я та інші). Так, японський імператор Муцухіто відомий під своїм девізом — Мейдзі, імператор Китаю Сюаньє — під девізом Кансі.

## Римо-католицька церква
Одразу після обрання нового Папи римського його питає Колегія кардиналів: «Яким іменем Ви бажаєте йменуватись?». Обраний папа обирає ім'я, під яким він буде відомий з цього моменту. Воно входить до складу урочистого проголошення Habemus Papam. Традиція змінювати імена у пап з'явилась у VI столітті й до завершення першого тисячоліття вже переважає; останній папа, який не змінював ім'я, жив у XVI столітті.
Першим папою, який прийняв подвійне ім'я, став Іоанн Павло I у 1978 році — на честь Іоанна XXIII й Павла VI, його наступник Іоанн Павло II носив це саме ім'я.

## Велика Британія
Монархи Великої Британії використовували не перші (надані під час хрещення) імена якості тронних тричі.
Королева Вікторія під час хрещення отримала імена Олександрина Вікторія; при вступі на престол вона використовувала друге ім'я (перше здалось їй немилозвучним, а «Вікторія» означає перемога).
Альберт Едуард, принц Уельський, її син, узяв ім'я короля Едуарда VII, коли став королем Сполученого Королівства у 1901 році. Це було зроблено усупереч бажанню матері, яка жадала, щоб усі її нащадки носили як тронне подвійне ім'я з першим ім'я Альберт на честь її чоловіка принца-консорта Альберта, тому її син отримав імена Альберт Едуард, а старший онук — Альберт Віктор (помер за життя бабусі й не царював).
У 1936 році, після зречення Едуарда VIII принц Альберт, герцог Йоркський, зайняв престол як король Георг VI — за другим іменем. Це було спробою зміцнити стабільність монархії, використовуючи ім'я батька короля Георга V.
Однак більшість британських монархів використовували свої перші імена як тронне.
Побутувало припущення, що Чарльз, принц Уельський також буде носити останнє своє ім'я (Георг VII), якщо стане королем. Це нібито було пов'язано з не найкращою репутацією королів з іменем Чарльз (Карл) — Карла I та Карла II. Однак цього не сталося. Його коронували як Чарльза ІІІ.